# Voo American Airlines 587

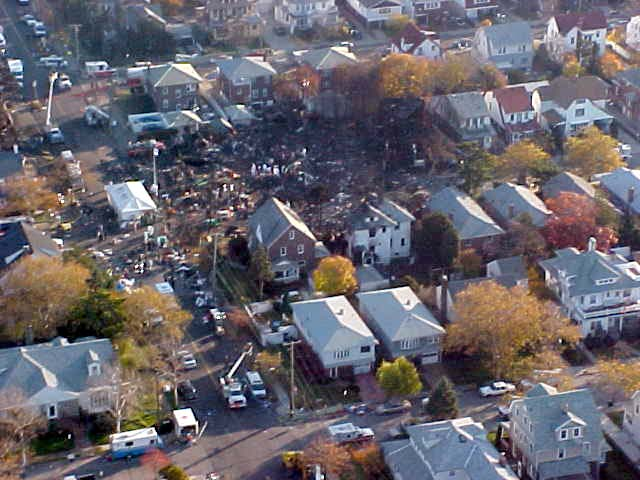
Imagem do bairro residencial onde o voo 587 se despenhou

O Voo American Airlines 587 foi realizado por um Airbus A300 que partiu do Aeroporto Internacional John F. Kennedy em 12 de novembro de 2001. Logo após a decolagem o avião entrou em uma esteira de turbulência. O co-piloto que estava no comando do aparelho, "exagerou" nos controles do leme, quebrando-o. Ele despenhou-se e caiu sobre Nova York, em Belle Harbor, no Queens.  Logo após o acidente, foi encontrado o estabilizador vertical do avião que estava flutuando sobre a baía. Foi o segundo acidente nos Estados Unidos com maior número de vítimas até aquele momento, matando 260 ocupantes do avião e mais cinco pessoas em solo .